# Medical Needling
Medical Needling ist ein Verfahren der Kosmetischen Chirurgie. Unter dem Begriff versteht man ein Verfahren, mit dem Falten und narbige Veränderungen der Haut behandelt werden können.

## Methode
Die betroffene Hautregion wird mindestens 4 Wochen lang vor der Behandlung mit einer Vitamin-A- und -C-haltigen Creme vorbereitet. Beim Verfahren wird eine kleine Rolle, die mit zahlreichen, einzelnen kurzen Nadeln bestückt ist, über dem zu behandelnden Hautgebiet hin- und hergerollt. Dadurch entstehen zahlreiche, 1–3 mm tiefe Stichwunden ohne Verletzung der Basalmembran. Diese Methode setzt auf die körpereigene Regenerationsfähigkeit der Haut. Der sichtbare Effekt stellt sich nach einigen Wochen ein, sobald die Hautzellen neues Kollagen produziert haben.

## Pathophysiologie
Dieser Stimulus der kleinen Stichwunden löst eine Kollagenneubildung (perkutane Kollagen-Induktion) aus, die dann als Ergebnis eine verbesserte Hautqualität produziert.

## Histologie
Die quantitative Zunahme und qualitative Besserung der Kollagenfasern wurde 6 Monate nach der Behandlung nachgewiesen.

## Vorteile
- die Behandlung ist in örtlicher Betäubung durchführbar
- keine offene Wunde
- kurze Heilungsdauer
- keine Lichtempfindlichkeit
- keine Gefahr der Hypo- oder Hyperpigmentation

## Nachteile
- lokale Schwellung
- Hämatomverfärbung